# 도요우라촌 (지바현 가토리군)
도요우라촌(豊浦村)은 지바현 가토리군에 존재했던 촌이다.

## 지리
- 현재의 가토리시 북동부, 구 오미카와정의 북부에 위치한다.
- 촌은 토네강의 남쪽 기슭에 위치한다.
- 촌은 고원과 평지가 뒤섞인 골짜기가 많은 지형이다.

## 역사
- 1889년 4월 1일 - 정촌제 시행에 의해 가토리군 도요우라촌이 성립하였다.
- 1931년 11월 10일 - 나리타선 사와라역 - 사사가와역까지의 노선이 개통에 의해 스이고역이 개통하였다.
- 1951년 4월 1일 - 오미가와정, 가미사토촌, 모리야마촌과 합병해, 새로운 오미가와정을 신설해, 동일 도요우라촌은 폐지되었다.
- 2006년 3월 27일 - 오미가와정이, 야마다 정, 구리모토 정과 합병해 가토리시를 신설하였다. 동일 도요우라촌은 폐지되었다.

## 인구
| 1891년 | 3,103 |
| 1903년 | 4,013 |
| 1920년 | 3,678 |
| 1930년 | 3,958 |
| 1940년 | 4,241 |
| 1956년 | 5,347 |

## 교통

### 철도
- 일본국유철도 (→동일본 여객철도)
  - 나리타선

## 참고문헌
- 角川日本地名大辞典編纂委員会『角川日本地名大辞典 12 千葉県』、角川書店、1984年 ISBN 4040011201